# Nagykarácsony
Nagykarácsony é um município da Hungria, situado no condado de Fejér. Tem 30,46 km² de área e sua população em 2015 foi estimada em 1.300 habitantes.